# Red sv. Jurija (Habsburško-Lotarinški)
Red svetega Jurija – evropski red hiše Habsburg-Lothringen ( nemško St. Georgs-Orden – ein Europäischer Orden des Hauses Habsburg-Lothringen), ali preprosto Red svetega Jurija, je dinastični viteški red in s tem hišni red hiše Habsburško-Lotarinške, nekdanje cesarske in kraljeve hiše Svetega rimskega cesarstva, Habsburške monarhije, Avstrijskega cesarstva, Avstro-Ogrske monarhije, Kraljevine Ogrske, dežel češke krone in Kraljevine Hrvaške-Slavonije ter drugih držav.
Red združuje viteško tradicijo z idejo o združeni Evropi v smislu političnih idej pokojnega nadvojvode Otta von Habsburga. Korenine reda segajo daleč nazaj, ne v smislu neprekinjene kontinuitete, temveč v nadaljevanju ideala krščanskega viteštva. Zgodovina reda v Srednji Evropi se začne v Kraljevini Ogrski v 14. stoletju. Svoj razcvet je doživel kot habsburški hišni red na začetku novega veka, se po koncu prve svetovne vojne reinterpretiral in nadaljevala kot dinastičen red 21. stoletja v imenu nadvojvode Otta in njegovega sina Karla von Habsburga.
Je evropski in nestrankarski red, ki podpira transnacionalno idejo Mitteleuropa (habsburška definicija) in povečano potrebo po sodelovanju med državami srednje in jugovzhodne Evrope . Zavezana je krščanstvu in združeni samozavestni Evropi. Ima približno 600 cesarskih vitezov in poveljstev v Avstriji, na Hrvaškem, Češkem, v Nemčiji, na Madžarskem, v Italiji, na Nizozemskem, v Srbiji, Sloveniji, Švici in Združenem kraljestvu . Red predstavlja večstoletno habsburško načelo »živi in pusti živeti« v odnosu do etničnih skupin, ljudstev, manjšin, ver, kultur in jezikov.   Geslo reda je "Viribus Unitis".

## Zavetnik
Zavetnik reda je sv. Jurij, kot simbol viteštva.

## Načelo
Red se ukvarja z dobrodelnimi dejavnostmi. Prizadeva si za ublažitev ali boj proti »osemkratni bedi« v svetu: bolezni, zapuščenosti, brezdomstvu, lakoti, brezljubljenosti, krivdi, brezbrižnosti in neveri.

## Zgodovina

### Zgodnja stoletja
Začetki današnjega reda svetega Jurija, evropskega reda Habsburško-lotarinške hiše, se vidijo v srednjeveških viteških redovih, vendar ne v smislu neprekinjene kontinuitete, temveč v nadaljevanju ideala krščanskega viteštva.
Red ima tradicionalne korenine v avstrijskem redu svetega Jurija, katerega sta ustanovila cesar Friderik III. in papež Pavel II. leta 1469 v Rimu. Sedež je bil nekdanji benediktinski samostan Milštat, drugi sedež pa na Dunajskem Novem mestu. Poseben pokrovitelj reda je bil cesar Maksimilijan I. Domneva se, da je bil red svetega Jurija preko cesarja Friedricha III. povezan z drugim predhodnim redom, leta 1409 v Šopronu ustanovljeno Avstrijsko zmajsko družbo, ki je bila neposredno povezana z Zmajevim viteškim redom ogrskega kralja in svetorimskega cesarja Sigismunda.
Suverenost Reda svetega Jurija oziroma Jurjevske viteške bratovščine, ki jo je prav tako ustanovil cesar Maksimilijan I., je ostala pri Habsburško-lotarinški hiši. Cesar Maksimilijan I. je svojo povezanost z redom skušal politično izrabljati. Tako je 15. novembra 1494 pozval vse krščanske kralje in kneze ter vse krščanstvo, naj se pridružijo bratovščini in podprejo protiturški pohod, ki naj bi se odvil naslednje leto, vendar ni bilo velikega zanimanja. Vitezom, ki bi sodelovali v tem pohodu, je obljubil privilegij krone v svojem grbu s čimer bi si ustvarili status »kronanega viteza«.

### 20. stoletje
Leta 1923 so častniki centralnih sil, Nemškega cesarstva in Avstro-Ogrske, ki so bili med prvo svetovno vojno zavezniki, ustanovili društvo. Usmeritev je bila monarhistična in je sledila tradiciji Svetega rimskega cesarstva. Leta 1926 je bila na reorganizacijski konvenciji v Hannovru vključena tradicija nekdanjega limburškega hišnega reda, zlasti sklicevanje na štiri luksemburške cesarje in njihove začetnice v insignijah. Statut so leta 1927 revidirali, da bi ga poglobili, in red je dobil ime "Stari viteški red sv. Jurija, imenovan Red štirih rimskih cesarjev", z balami Wendlanda, Spodnje Saške, Porenja-Vestfalije, južne Nemčije in Avstro-Ogrske. Izraz prenove reda v duhu je bila adaptacija sv. Jurija v red. Mesto velikega mojstra je ostalo prazno, upravo reda je prevzel guverner.
Leta 1935 je bil sedež zaradi političnih razmer v nemškem rajhu prestavljen v Salzburg, od koder se je zavzemal proti nacionalsocializmu, za srednjo Evropo, neodvisno od nacistične Nemčije in za ponovno vzpostavitev hiše Habsburžanov. Leta 1938, po priključitvi Avstrije, so nacisti iz političnih razlogov red prepovedali in razpustili. Mnogi, ki so se zavzemali za obnovo Habsburžanov v času nacizma, so bili ubiti, odpeljani v koncentracijska taborišča ali pa preganjani s strani Gestapa. Hohenberškega vojvodo Maximilijana, ki je v številnih zadevah zastopal izgnanega Otta von Habsburga, so nacionalsocialisti leta 1938 odpeljali v koncentracijsko taborišče Dachau. Mnogi izmed odporniških borcev, kot je bil Heinrich Maier, ki je zaveznikom uspešno posredoval proizvodna mesta in načrte za rakete V-2, tanke Tiger in letala, ali Karl Burian, ki je načrtoval razstrelitev sedeža Gestapa na Dunaju, so bili hudo mučeni in usmrčeni.
Habsburška hiša je bila zgodnja zagovornica evropskega povezovanja in oster nasprotnik nacionalsocializma ter komunizma.
V času komunizma so bili nekdanji člani reda in drugi podporniki Habsburžanov preganjani za železno zaveso. Pri padcu slednje je imela Habsburška družina vodilno vlogo.  ZSSR in ostali pripadniki komunizma ter socializma so bili strogo protihabsburški.

### 21. stoletje
18. januarja 2008 so v Münchnu v imenu nadvojvode Otta in njegovega sina nadvojvode Karla proslavili ustanovitev evropskega reda sv. Jurija in izvolili prvi kapitelj reda.
V samostanu je 30. aprila 2011 nadvojvoda Karl von Habsburg potrdil red sv. Jurija – evropski red hiše Habsburg-Lothringen kot red Habsburške hiše. Na podlagi večstoletnega habsburškega gesla "Viribus Unitis" bi tako morali ljudje in narodi Srednje Evrope zdaj skupaj skrbeti za svoje interese. V okviru reda naj bi se krepile in širile zgodovinske povezave in posledično izboljšalo delovanje združene Evrope. Red kot svojo nalogo vidi priznavanje in ohranjanje skupne kulturne, znanstvene in medčloveške dediščine Srednje Evrope za vzor pa služi tolerantni habsburški pristop do nacionalne raznolikosti ljudstev Srednje Evrope.
Člani reda prihajajo tudi iz držav, kjer so živele veje Habsburžanov in niso v srednji Evropi, na primer Italija, Švica, Španija, Francija, Združeno kraljestvo, Nemčija, Beneluks ter Orient. V skladu s tem je red tesno povezan z Avstrijskim romarskim hospicem Svete družine v Jeruzalemu, ki ga je cesar Franc Jožef I. daroval za vse prebivalce habsburške monarhije.
Prokurator reda Vinzenz Stimpfl-Abele se ob razmisleku pomenu reda in vitezov v 21. stoletju ozre k Bernhardu von Clairvauxu, po eni strani v njihovi samopodobi elitistične krščanske zaščitne sile in po drugi strani v prizadevanju za izpolnjevanje družbenih nalog. Po Stimpfl-Abelejevem mnenju to danes za viteza pomeni tudi izpovedovanje krščanskih vrednot z odprtim vizirjem, se zavedati zgodovine in njenih naukov, ohranjati tradicijo in še posebej dejavno uvajati spremembe v boju proti bedi. Po njegovi definiciji so danes vrednote meč, odločnost pa ščit sodobnega viteza.
Škof Klaus Küng je ob investituriji v Budimpešti o potrebni moralni drži viteza svetega Jurija danes dejal, da „ko gre za vrednote, ki so velikega pomena za človekov razvoj, se je zanje potrebno pogumno zavzeti. Katere vrednote? - Navsezadnje so to krščanske vrednote.“ To pa tudi pomeni, da je red v habsburški tradiciji posebej posvečen miroljubnemu ravnovesju med religijami in medkulturnemu stiku med krščanstvom, judovstvom in islamom.
Poleg lokalnih srečanj ima red velike dogodke po krajih kot so Dunaj, Budimpešta, Praga, Zagreb, Ljubljana, Trst, Milano, London, Frankfurt, Salzburg in Tirolska. Na številnih prireditvah igra glasbena skupina K.u.k. Regimentskapelle IR4.
Po domači spletni strani so člani reda pogosto znane osebnosti, pa tudi ljudje, kot je Ulrich W. Lipp, dolgoletni habsburški cesarski svetovalec, herald in ceremonialni mojster, politična pomočnica Otta von Habsburga Eva Demmerle in Alexander Pachta-Reyhofen, kanclerka Reda zlatega runa.
Sprejem, ki poteka s priznanji, je bil in je poseben privilegij in velika čast.

## Člani (izbor)

### Vitezi
Vir 
- Jan Peter Balkenende
- Erhard Busek
- Luis Durnwalder
- Werner Fasslabend
- Massimiliano Fedriga
- Norbert Hofer
- Aleksander Hribovšek
- Gjorge Ivanov
- Karlheinz Kopf
- David Mackintosh
- Roberto Maroni
- Siegfried Nagl
- Harald Ofner
- Rosen Plevneliev
- Erwin Pröll
- Josef Pühringer
- Lord Robertson of Port Ellen
- Ľubomír Roman
- Luigi Roth
- Franz Schausberger
- Peter Schmitz
- Zsolt Semjén
- Herwig van Staa
- Lord Steel of Aikwood
- Thomas Stelzer
- Bojan Šober
- Ludvik Toplak
- Lord Watson of Richmond

### Dame
Vir 
- Archduchess Eilika
- Beatrix Karl
- Mária Schmidt
- Ursula Stenzel
- Verica Trstenjak